# Vicente Manuel de Moura Coutinho de Almeida d'Eça
Vicente Manuel de Moura Coutinho de Almeida d'Eça OA • ComA (Cabo Verde, 31 de Julho de 1918 - 13 de Outubro de 2018) foi um oficial da Marinha Portuguesa (vice-almirante reformado), e foi o último Governador de Cabo Verde, a partir de Janeiro de 1974, passando para Alto-Comissário de Cabo Verde em Dezembro de 1974.

## Biografia
Vicente Manuel de Moura Coutinho de Almeida d'Eça era filho de Paulo de Moura Coutinho de Almeida d'Eça e de sua mulher Maria Clotilde Ferreira Pinto Basto Couceiro da Costa. Era neto do também vice-almirante Vicente Maria de Moura Coutinho de Almeida d'Eça.
Em 1936 entrou para a Escola Naval, onde integrou a primeira turma a ter aulas nas instalações do Alfeite, e de onde se gradou em 1939. Posteriormente, em 1942, obteve o brevet de aviador naval. No ano seguinte casou com Maria Emília dos Reis Neto de Almeida d'Eça, com quem teve três filhos (Paulo Manuel Neto de Almeida d'Eça; Fernando Neto de Almeida d'Eça; e Maria Teresa Neto de Almeida d'Eça).
A 10 de Dezembro de 1954 foi feito Oficial da Ordem Militar de Avis, tendo sido elevado a Comendador da mesma Ordem a 17 de Julho de 1956. A 30 de Julho de 1957 foi feito Comendador da Ordem do Mérito Naval de Espanha, a 28 de Abril de 1966 foi feito Oficial da Ordem Nacional da Legião de Honra de França e a 25 de Julho de 1977 foi elevado a Grã-Cruz da Ordem do Mérito Naval de Espanha.
Faleceu a 13 de Outubro de 2018, tendo sido sepultado no cemitério dos Prazeres. À data do seu falecimento era o decano dos oficiais da Armada, com 100 anos.

## Carreira Militar
- Ingressa na Escola Naval (1936);
- Imediato do patrulha "NRP Mandovi (P1142)" (3Nov40 a 21Jan41);
- Instrutor de Radiotelegrafia na escola da Aviação Naval “Almirante Gago Coutinho” (1947-1949);
- Chefe da Secção de Comunicações do Naval Staff NATO (Dec53-Jan54);
- Comandante do Grupo Independente de Contratorpedeiros (May57-Jul57);
- Adido Naval na Embaixada portuguesa em Washington e na Embaixada de Ottawa (5Sept61 to 16Dec65);
- N.T. "Ana Mafalda" (27Oct66-5Nov66);
- Comandante da fragata "NRP Pacheco Pereira (F337)" ( 27Jul67-15Jan70);
- Director da Divisão de Electricidade e Comunicações (13Feb70-26 Sept73);
- Comandante do extinto Grupos Nº1 de Escolas da Armada (26Sept73-29May74);
- Imediato do Comandante de Defesa Naval da Guiné (4June74 to 28Oct74
- Governador, e posteriormente Alto-Comissário, de Cabo Verde (Jan75);
- Adjunto do Chefe do Estado Maior General das Forças Armadas(Mar76);

Passou à reserva a 31 de Julho de 1977, e à reforma em 1988.